# Abelardo Colomé Ibarra
Abelardo „Furry“ Colomé Ibarra (* 13. November 1939 in Santiago de Cuba) ist ein kubanischer Politiker der Kommunistischen Partei Kubas (PCC), ehemaliger Militär, Vizepräsident des Staatsrates und Innenminister.

## Biografie
Colomé Ibarra begann sich nach dem Beginn der Oberschule früh politisch zu engagieren und gehörte zu den Mitgliedern der Bewegung des 26. Juli, der von Fidel Castro geführten Organisation während der kubanischen Revolution. Am 30. November 1956 nahm er am von Frank País organisierten Aufstand in Santiago de Cuba und trat im März 1957 den Rebellionskräften (Ejército Rebelde) bei. Im März 1958 nahm er in den Truppen unter der Führung von Raúl Castro an Kämpfen in der Sierra Cristal teil, deren Gebiet nach dem Tode von País 2. Ostfront „Frank País“ genannt wurde. In der Folgezeit nahm er immer wieder an Gefechten der Rebellionskräfte teil, in deren Verlauf er schließlich im Dezember 1958 zum Comandante der Rebellionstruppen befördert wurde.
Nach dem Ende der Revolution stieg er innerhalb der Revolutionsstreitkräfte (FAR) und der Ministerien für die Streitkräfte und für Inneres auf. Im Juli 1961 gehörte er zu den Mitbegründern der ORI, aus der am 3. Oktober 1965 die Kommunistische Partei Kubas (PCC) hervorging. 1962 war er Gründer der Geheimdienstabteilung der FAR. 1968 wurde er Chef der Armeegruppe der FAR im Nordosten Kubas und dann 1970 kurzzeitig Kommandeur der Streitkräfte im Osten (Oriente). 1970 wurde er zunächst Chef der Abteilung für Militärische Abwehr (MINFAR) im Verteidigungsministerium und im Laufe der Zeit zunächst Stellvertretender (1972) und schließlich Erster Stellvertretender Verteidigungsminister. Darüber hinaus war er zeitweise 1976 Chef der kubanischen Militärmission in Angola und wurde mit dem Ehrentitel „Held der Republik Kuba“ ausgezeichnet. Zuletzt hatte er den Rang eines Generalleutnants.
1975 erfolgte auf dem 1. Parteitag der PCC seine Wahl zum Mitglied des ZK sowie im folgenden Jahr 1976 seine Wahl zum Mitglied der Nationalversammlung (Asamblea Nacional del Poder Popular). Auf dem 2. Parteitag im Dezember 1980 wurde er zum Kandidaten des Politbüros des ZK gewählt, dem er seit dem 3. Parteitag im Februar 1986 als Mitglied angehört. 1989 wurde er schließlich Innenminister Kubas und damit Nachfolger des Divisionsgenerals José Abrantes, der im Juni 1989 plötzlich abgesetzt und anschließend unter anderem wegen Amtsmissbrauch und Untreue zu einer 20-jährigen Haftstrafe verurteilt wurde und 1991 im Gefängnis starb.
Mit Beginn der Erkrankung von Fidel Castro wurde er am 31. Juli 2006 zum Mitglied eines siebenköpfigen Komitees unter dem Vorsitz von Raúl Castro berufen, das für eine Übergangszeit mit der Führung Kubas betraut wurde. Als Innenminister gehört er aufgrund seiner mehr als 50-jährigen Bekanntschaft mit Raúl Castro zu dessen engsten Vertrauten.
In den Medien wurde Colomé Ibarra teilweise als Nachfolger Raúl Castros vermutet. 2008 wurde jedoch José Ramón Machado Ventura zum Stellvertreter Raúls als Staatspräsident ernannt, 2011 dann auch zum stellvertretenden Vorsitzenden der Kommunistischen Partei Kubas. Colomé Ibarra ist neben Tourismusminister Manuel Marrero das einzige von Fidel Castro eingesetzte Kabinettsmitglied, das sein Ministeramt unter Raúl Castro bisher nicht abgeben musste.
Am 26. Oktober 2015 legte er im Alter von 76 Jahren aus Gesundheitsgründen seine Ämter im Staatsrat, als Innenminister sowie Reservist der Streitkräfte nieder.